# Dan Mintz

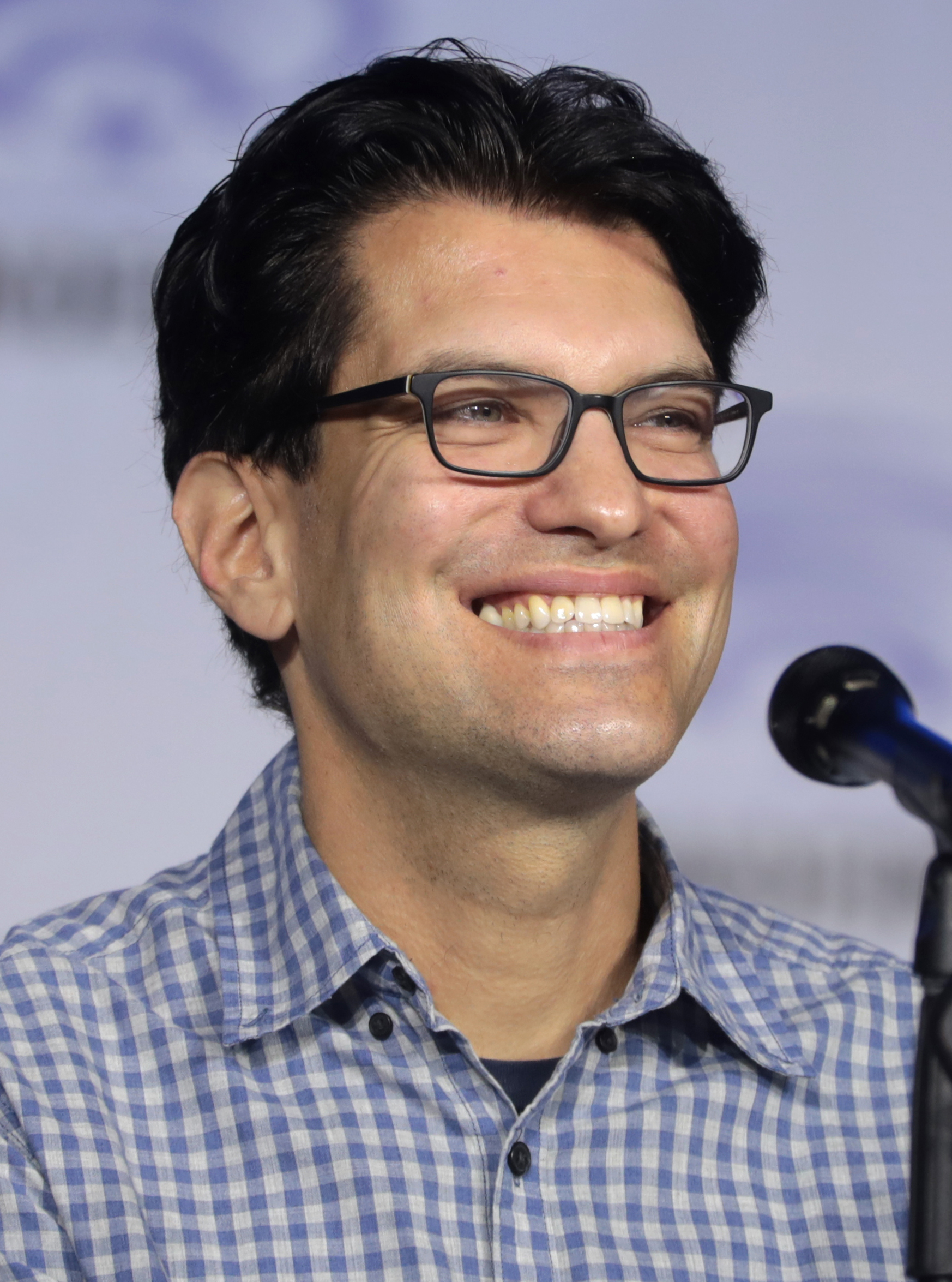
Dan Mintz bei der WonderCon 2022

Daniel Alexander Mintz (* 1981 in Alaska) ist ein US-amerikanischer Komiker, Autor und Synchronsprecher.

## Leben
Mintz wuchs in Anchorage, Alaska auf, wo er auch seine ersten Erfahrungen als Stand-up-Comedian sammelte.
Mintz begann seine Karriere als Autor für Comedyserien 2005 bei der MTV-Prankshow Crank Yankers und der Andy Milonakis Show. Er schrieb später für weitere Serien, unter anderem für Louis C.K.s Sitcom Lucky Louie, der Sketch-Show Human Giant und Nathan for you. 2014 erschien sein Stand-up-Comedy-Album Comedy Death-Ray.
Seit 2011 spricht Mintz in der Zeichentrickserie Bob’s Burgers die Figur Tina, ein dreizehnjähriges Mädchen.
Er wohnt in Los Angeles, Kalifornien.

## Filmografie (Auswahl)

### Drehbuch
- 2005: Crank Yankers
- 2005–2006: The Andy Milonakis Show
- 2007–2008: Human Giant
- 2011: Jon Benjamin Has a Van
- 2016: Son of Zorn

### Sprechrollen
- seit 2011: Bob’s Burgers
- 2013: Adventure Time – Abenteuerzeit mit Finn und Jake (3 Episoden)

### Produzent
- 2009–2010: Important Things with Demetri Martin (auch Darsteller)

### Fernsehserien
- 2018: Silicon Valley (Folge 5x3)
- 2018: Speechless (Folge 3x17)
- 2019: Die Goldbergs (Folge 6x19)